# Bandak
Der Bandak ist ein See in den Kommunen Tokke und Kviteseid in der norwegischen Provinz Telemark. Der See, der auch ein Teil des Telemarkkanals ist, gehört zum Flusssystem Skiensvassdraget. Hauptzulauf ist der Fluss Tokke, der Abfluss geht über den Strauman zum Kviteseidvatnet.
Von Dalen aus verläuft über ungefähr 27 Kilometer der 105 Kilometer lange Telemarkskanal nach Skien durch den fjordartigen Bandak-See. Zwei Passagierschiffe, unter anderem die 1882 erbaute M/S Viktoria, verkehren in der Hauptsaison täglich auf dieser Strecke.

## Siehe auch

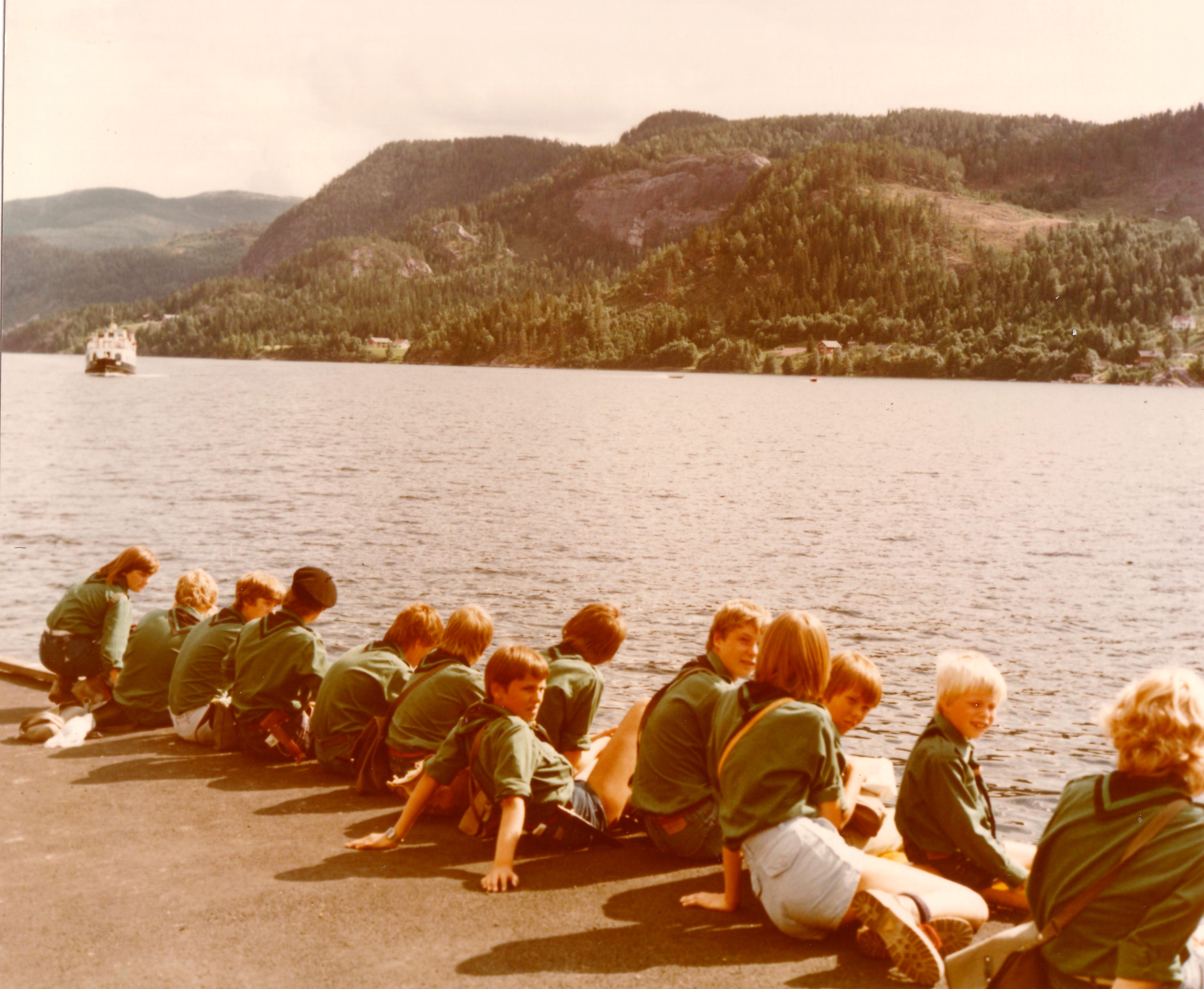
Bandak-See: Anlegestelle in Lårdal, links die ankommende M/S Viktoria.

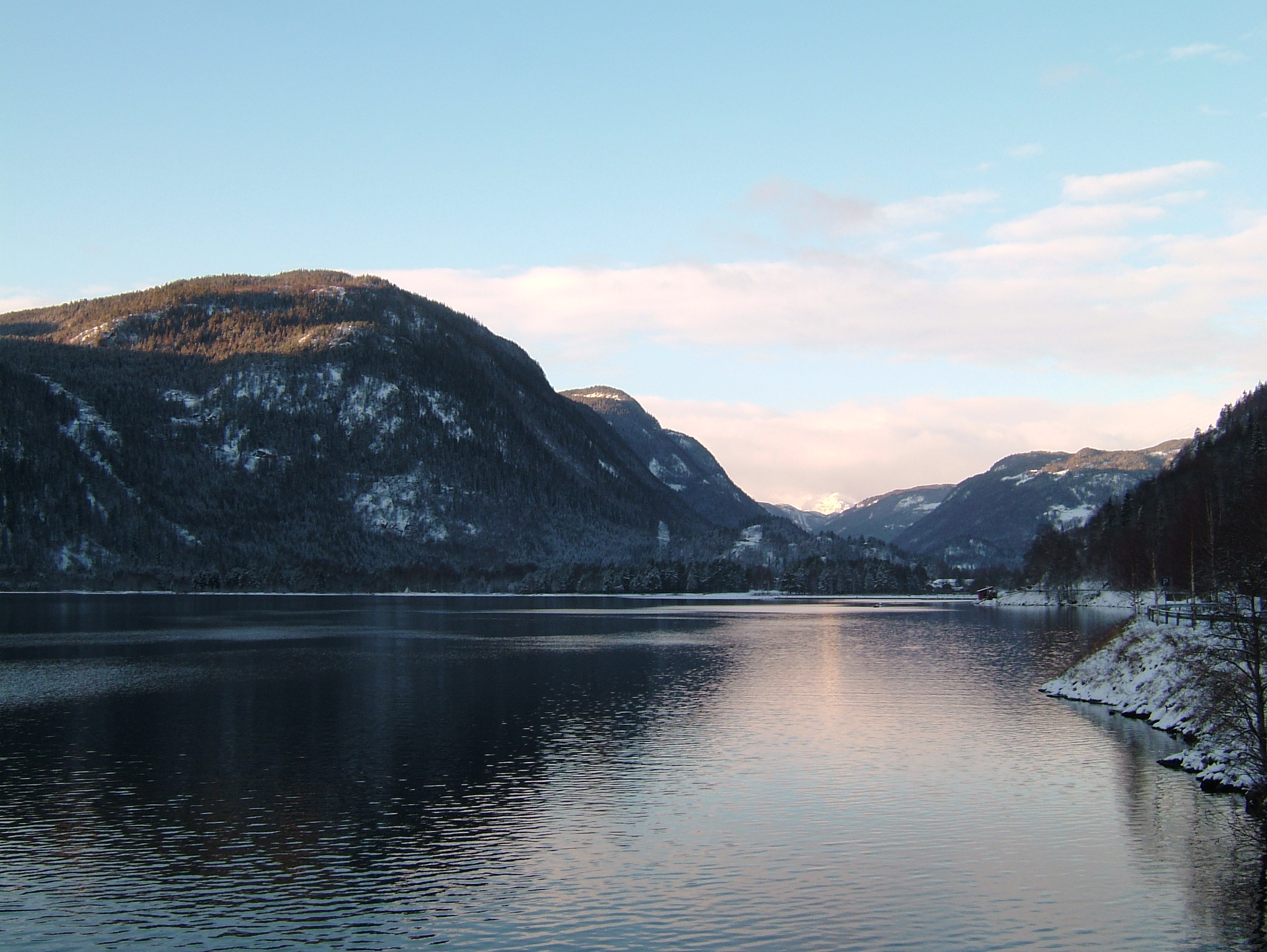
Bandak-See am Wasserkraftwerk Tokke.

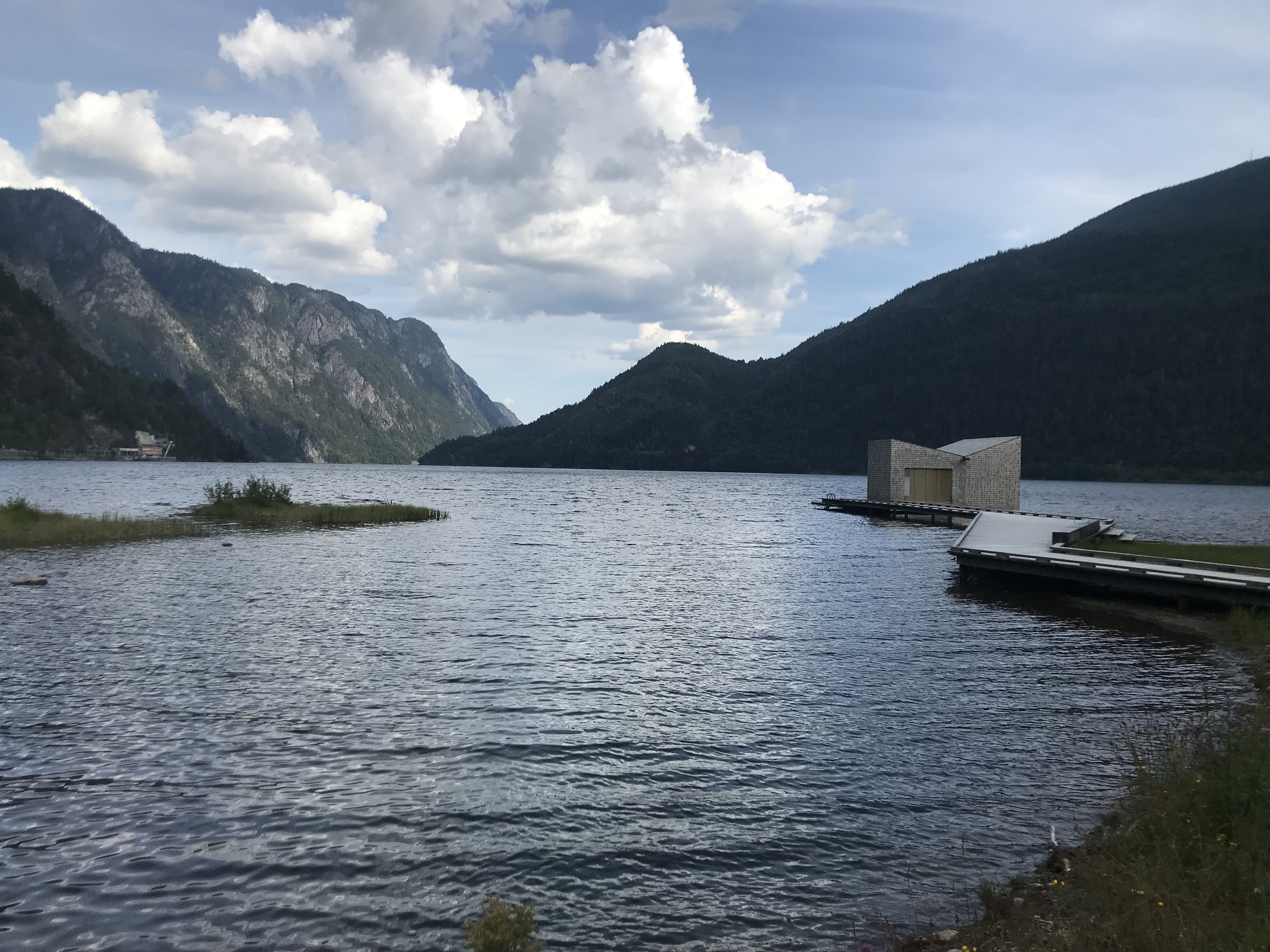
Bandak-See mit Sauna